# Pat Mills
 (octobre 2018).
 (octobre 2018).
Si vous disposez d'ouvrages ou d'articles de référence ou si vous connaissez des sites web de qualité traitant du thème abordé ici, merci de compléter l'article en donnant les références utiles à sa vérifiabilité et en les liant à la section « Notes et références ».
Compléments
ABC Warriors
Sláine
Nemesis the Warlock
2000 AD (comics)
Marshal Law
Sha
Requiem, Chevalier Vampire
 Judge Dredd
Pat Mills est un scénariste et éditeur britannique de bande dessinée très prolifique, qui a commencé sa carrière dans les années 1970. Il est surtout connu en France pour les traductions de certaines de ses séries anglaises (Sláine, Marshal Law) ainsi que pour son travail récent dans le cadre du marché français : Sha et Requiem, Chevalier Vampire avec le dessinateur Olivier Ledroit.

## Biographie

### Débuts
Pat Mills commence sa carrière au début des années 1970 où il officie au sein de la maison d'édition D.C. Thomson (où il rencontrera John Wagner avec qui il cocréera plus tard Judge Dredd) en tant que coéditeur et scénariste freelance. En 1975, un autre éditeur IPC le charge de développer un magazine de bande dessinée de guerre hebdomadaire : Battle Weekly. En 1979, et en qualité de scénariste, il s'occupera de créer et d'écrire la partie concernant la Première Guerre mondiale du strip Charley's War (4 pages par semaine en collaboration avec le dessinateur Joe Colquhoun).
En 1976, il sera chargé de lancer le magazine Action Weekly pour le compte de Fleetway, une filiale d'IPC. Ce nouvel hebdomadaire, très controversé pour sa violence malgré son succès, ne survivra pas à l'adoucissement de son contenu lors de sa deuxième année d'existence (où il sera finalement absorbé dans Battle Weekly). Mills y développera un strip narrant les méfaits d'un énorme requin blanc Hook Jaw, essayant de fait, de surfer sur le succès retentissant du film de Steven Spielberg (Les Dents de la mer, 1975).

### Les années 2000 A.D.
En 1977, John Sanders (éditeur d'IPC) demande à Mills de créer un magazine hebdomadaire de science-fiction 2000 A.D.. Il y développera les premières séries et héros, et y tiendra le poste de rédacteur en chef. Il interviendra dans le courrier des lecteurs sous le pseudonyme de "Tharg the Mighty". En tant que scénariste, on retrouve son nom au générique de pratiquement toutes les séries développées dans les premiers numéros : "Invasion!" (et son héros Bill Savage dont il a repris les aventures récemment), "Harlem Heroes", Flesh et "M.A.C.H. 1" pour ne citer qu'elles.
Parallèlement à son travail sur 2000 A.D., Pat Mills sera aussi chargé du lancement d'un autre magazine de science-fiction : Starlord. Ce magazine ne connut pas le succès de son aîné, et ne durera qu'une vingtaine de numéros. Néanmoins, certains des héros les plus populaires de ce magazine (les Ro-Busters de Mills et le Strontium Dog de Wagner) furent recyclés dans 2000 AD.
En 1979 et 1980, on le verra écrire quelques scénarios pour Doctor Who Magazine (en collaboration à nouveau avec Wagner) publiés par Marvel UK.
Au fil des années, outre la copaternité du personnage emblématique de 2000 AD Judge Dredd, on lui doit la création de Sláine, des ABC Warriors (extension de ses Ro-Busters de Starlord) et de Nemesis the Warlock. On le voit alors souvent associé au dessinateur Kevin O'Neill (La Ligue des gentlemen extraordinaires) qui fait ses premiers pas dans le métier.
Même s'il n'est plus depuis longtemps, rédacteur en chef du magazine, il y contribue en tant que scénariste depuis maintenant 30 ans.

### Autres publications notables

#### Marshal Law
Jusque-là peu connu aux États-Unis (un graphic novel chez Marvel Comics : "Metalzoic" avec Kevin O'Neill, sorti en 1986), à partir de 1987 Pat Mills se fait un nom sur le marché américain des comics avec son Marshal Law (cocréé avec Kevin O'Neill). Originellement publié par Epic (comics), une filiale adulte de Marvel fonctionnant sur la base du creator owned (les auteurs gardent les droits sur leur création), la série devient rapidement assez populaire pour susciter l'intérêt d'un éditeur anglais Apocalypse Ltd, qui fait une offre financièrement très avantageuse pour s'assurer la publication du héros. C'est chez ce même éditeur, que Mills lance en mars 1991 le magazine hebdomadaire Toxic!, dans lequel seront prépubliées les nouvelles aventures du Marshal ("Kingdom of the Blind" et "The Hateful Dead". La parution hebdomadaire va mettre à rude épreuve le rythme de production d'O'Neill, ce qui fait que l'on ne retrouve de matériel lié à Marshal Law que dans les 8 premiers numéros, ainsi que les #14 et 15.
Après la faillite de l'éditeur, Mills et O'Neill continueront de publier Marshal Law chez Epic, Image Comics, Dark Horse Comics et Titan Books (en), ainsi qu'un passage par la web édition à travers le défunt site Internet Cool Beans World. En 2009, l'éditeur Top Shelf annonçait son intention de rééditer la totalité des aventures du héros (un "omnibus"), mais c'est finalement DC Comics qui aura à gérer ces réimpressions.

#### Toxic!etCrisis
Crisis est un magazine tout en couleur (mais de qualité de papier très médiocre), lancé dans le giron de 2000 A.D. (Fleetway) en 1988, visant un public davantage mature et politiquement éclairé. Un terrain d'action donc rêvé pour Mills qui n'a jamais caché son affection pour les "Political Comics". Tout d'abord publié 2 fois par mois, le magazine rompt avec l'habitude de présenter 5 ou 6 strips de 4 à 6 pages, pour n'offrir à ses lecteurs que 2 histoires de 14 pages, en tout cas pour les 14 premiers numéros. Contrairement aux autres magazines publiés par Fleetway, les auteurs restent possesseur du matériel publié. De plus, les histoires étaient ensuite destinées à être rééditées sous forme de comics sur le territoire américain (en gagnant en qualité de papier ce que l'on a perdu en format). En 1991, les ventes étant devenues insuffisantes, Crisis arrêtera sa carrière au numéro 63. La principale contribution de Pat Mills à ce magazine, est la création d'un univers uchronique traitant d'une "Troisième Guerre Mondiale" (Third World War) ayant tous les aspects d'une guerre des classes. Le strip, illustré entre autres par Carlos Ezquerra et John Hicklenton, va bénéficier d'un travail de recherche documentaire conséquent effectué par l'auteur, afin de faire en sorte que son récit d'anticipation soit très proche de notre réalité.
Toxic! est un magazine lancé et édité par Pat Mills en 1991, chez l'éditeur Apocalypse Ltd, avec comme fer de lance les nouvelles histoires de Marshal Law. Le magazine hebdomadaire tout en couleurs (fait assez rare sur le territoire Britannique à l'époque) comprendra de nombreux autres strip de Mills (Accident Man, Sex Warrior, Brats Bizarre). Toxic! ne durera que 31 numéros.

### Le marché français
Pat Mills n'a jamais caché son admiration pour le mode de publication des bandes dessinées dites « franco-belges ». En effet, pour ses travaux sur le marché anglais, il était le plus souvent astreint à des strips de six ou sept pages hebdomadaires (où il doit absolument se passer quelque chose) et il n'a jamais caché d'avoir souvent souffert de contraintes et pressions éditoriales diverses. Il regardait donc avec envie le marché français, qui permet aux auteurs de développer leurs histoires en toute liberté, à leur propre rythme et dans un format assez luxueux.
Il est avec Olivier Ledroit le cofondateur des éditions Nickel, qu'ils créèrent à l'origine pour publier Requiem, chevalier vampire.

### Bandes dessinées anglo-saxonnes

#### En version originale

##### Avant propos
En ce qui concerne les débuts de Pat Mills en tant que scénariste, et ce jusqu'à 2000 A.D., il est très difficile de savoir sur quelle(s) histoire(s) d'une série il a réellement travaillé. Très probablement on parlera ici de contribution à des séries (incluant la création de la série et le rôle d'éditeur) plutôt que de scénarisation exclusive (à l'exception notable de Charley's War).
Pour Battle Weekly, la source principale d'établissement des crédits est le site 'Captain Hurricane's Best of Battle'

##### Valiant
"The Final Victim" (avec Joe Colquhoun, dans Valiant Book of Magic and Mystery, 1976)

##### Battle Weekly
Lofty's One Man Luftwaffe (du 08/03/1975 au 05/07/1975, coécrit par Charles Herring, John Wagner et Ken Armstrong, avec Paulo Ongaro)
The Flight of the Golden Hinde (du 08/03/1975 au 24/05/1975, coécrit par S. Conforth, John Wagner et Scott Goodall, avec Eduard Vanyo)
Rat Pack (Pat Mills participe à l'écriture de la première série publiée dans Battle Weekly du 08/03/1975 au 03/01/1976). Ses épisodes tous sont coécrits par John Wagner, et sont inclus dans le recueil suivant :
- - "Rat Pack volume 1: Guns, Guts and Glory" (Titan Books (en), 2012,  (ISBN 9781848560352))
    - "Episode 5" (avec Jim Aldridge, Battle Weekly du 5 avril 1975)
    - "Episode 6" (avec F. A. Phillpott, Battle Weekly du 12 avril 1975)
    - "Episode 7" (avec Jim Aldridge, Battle Weekly du 19 avril 1975)
    - "Episode 8" (avec The Rogers Agency, Battle Weekly du 26 avril 1975)
    - "Episode 9" (avec K. Houghton, Battle Weekly du 3 mai 1975)

Une interview de Pat Mills menée par David Leach et Jean-Paul Rutter sert d'introduction au recueil.
They can't stop Bullet (du 16/08/1975 au 01/11/1975,, coécrit par Robert Ede et John Wagner, avec Rafael Boluda)
Sergeant Without Stripes (du 6/09/1975 au 8/11/1975, coécrit par Norman Worker et Gerry Finley-Day, avec Giancarlo Alessandrini et Geoff Campion)
Return of the Eagle (du 23/08/1975 au 14/02/1976, coécrit par Robert Ede, John Wagner, Gerry Finley-Day, Alan Hebden et Chris Lowder, avec Barrie Mitchell, Pat Wright, Mike Dorey, Geoff Campion, Eduard Vaňo et Masip)
Charley's War (avec Joe Colquhoun, 6/1/79 à 26/1/85, la série continuera jusqu'en janvier 1988 mais en changeant de scénariste pour la seconde guerre mondiale). La série sera rééditée une première fois au sein du mensuel anglais Judge Dredd Megazine du numéro 211 au numéro 244, entre octobre 2003 et mai 2006.
- - Ci-après est listée la série de recueils au format deluxe cartonné éditée par Titan Books (en) en 10 volumes.
    - "Charley's War vol 1: 2 June-1 August 1916" (Titan Books (en), 2004,  (ISBN 1-84023-627-2))
    - "Charley's War vol 2: 1 August-17 October 1916" (Titan Books (en), 2005,  (ISBN 1-84023-929-8))
    - "Charley's War vol 3: 17 October, 1916-21 February, 1917" (Titan Books (en), 2006,  (ISBN 1-84576-270-3))
    - "Charley's War vol 4: Blue's Story" (Titan Books (en), 2007,  (ISBN 1-84576-323-8))
    - "Charley's War vol 5: Return to the Front" (Titan Books (en), 2008,  (ISBN 9781845767969))
    - "Charley's War vol 6: Underground and Over the Top" (Titan Books (en), 2009,  (ISBN 9781845767976))
    - "Charley's War vol 7: The Great Mutiny" (Titan Books (en), 2010,  (ISBN 9781848567412))
    - "Charley's War vol 8: Hitler's Youth" (Titan Books (en), octobre 2011,  (ISBN 9780857682994))
    - "Charley's War vol 9: Death From Above" (Titan Books (en), novembre 2012,  (ISBN 9780857683007))
    - "Charley's War vol 10: The End" (Titan Books (en), octobre 2013,  (ISBN 9780857683014))

En août 2014, Titan Books (en) propose la collection précédente sous forme de recueil couverture souple type omnibus (un peu plus de 3 volumes par recueil). Notons que pour cette version et à l'instar de l'édition française, Titan Books (en) a pu travailler à partir des originaux de Joe Colquhoun ce qui a grandement amélioré la qualité de reproduction proposée (il n'avait pu le faire précédemment qu'à partir du volume 8).
"Charley's War A Boy Soldier in The Great War" (Titan Books (en), août 2014, 319 pages, 86 strips  (ISBN 9781781169148))

##### Action Weekly
Hook Jaw (coscénariste Ken Armstrong, avec Ramon Sola, 1976, en partie compilé par Spitfire (comics) dans "Hook Jaw vol.1", 2007,  (ISBN 978-0-9554733-0-2))

##### 2000 AD[11],Starlord[12],Tornado,Misty,Dice ManetJudge Dredd Megazine

###### Avant propos
Pat Mills est à l'origine de presque toutes les séries publiées dans les premiers numéros de 2000 AD et Starlord.
Il a été l'éditeur de 2000 AD pendant les 16 premiers numéros de la revue.
Pour certains scripts de Starlord et Tornado, il utilisait le pseudo R. E. Wright.
Misty, est un "Girls Comic" anglais hebdomadaire créé en février 1978, cher au cœur de Pat Mills, pour lequel il produira Moonchild inspiré par Carrie, et Hush, Hush, Sweet Rachel inspiré d'Audrey Rose.
Starlord, qui aura duré 22 numéros (du 13 mai au 7 octobre 1978), fusionnera avec 2000 AD à partir du #86, et disparaîtra du bandeau titre lors de la fusion avec Tornado au #127. Le magazine aura été lancé par Kelvin Gosnell, et Pat Mills y signera des scripts pour Ro-busters et le premier épisode de Planet of the Dead (série ressortie des placards de 2000 AD).
Tornado, qui mélangeait récits de guerre, de science fiction, de détective voire de super héros, ne perdurera aussi que 22 numéros (mars à août 1979). Pat Mills y est parfois référencé à tort comme l'auteur du scrit de Wagner's Walk (série écrite sous le pseudo R.E. Wright).
En 1986, Pat Mills lance un magazine spécial, sous la houlette de 2000 AD, Dice Man, traitant des jeux de rôles, ou autres Livres dont vous êtes le héros. Sláine, Nemesis, Torquemada, Judge Dredd et les ABC Warriors en seront les protagonistes durant les 5 numéros que compta le magazine.
Cette section prend aussi en compte Judge Dredd Megazine et les publications sous licence IPC/Fleetway, publiées par exemple par Titan Book.
En 2000, 2000 AD, qui était jusqu'ici une publication IPC/Fleetway, est revendue au groupe Rebellion Developments, à l'origine une société spécialisée dans le jeu vidéo. En 2004, Rebellion, en partenariat avec DC Comics lance la publication d'album sur le territoire américain, à partir du catalogue dont ils détiennent maintenant les droits. Si DC Comics a depuis jeté l'éponge, Rebellion repart depuis 2010 seul à l'assaut de ce marché, notamment avec ses recueils dit The Complete ....
Les histoires de Marshal Law publiées par Titan Books (en) ne sont pas répertoriées dans cette sous-section.

###### de 1977 à 2000
- Invasion! (2000 AD #1-51, 1977-1978), voir aussi Savage en 2004.
  - "The Resistance, Pt1" (avec Jesus Blasco, 2000 AD #1, 1977)
  - "The Train Story" (avec Sarompas, 2000 AD #7, 1977)

- Dan Dare
  - The 2000 AD Years 01 (Rebellion, 2015,  (ISBN 978-1-78108-349-9)), recueil incluant :
    - "Dan Dare" ((coécrit par Ken Armstrong et Kevin Gosnell, avec Massimo Belardinelli), 2000 AD #1-11, 1977)

- Flesh:
  - "Flesh, The Dino Files" (Rebellion, septembre 2011,  (ISBN 978-1-907992-26-1)) album qui compile :
    - "Flesh" (recueil 176 pages, Rebellion, août 2009,  (ISBN 1-906735-11-5)) comprenant :
      - "Flesh Book 1" (avec Boix, Felix Carrion et Ramon Sola, 2000 AD #1-19, 1977, Pat Mills est crédité pour les seuls scripts des #1, 18 et 19, les autres numéros étant écrits par Ken Armstrong, Studio Giolitti et Kevin Gosnell)
      - "Flesh Book 2" (avec Massimo Belardinelli et Carlos Pino, 2000 AD #86-99, 1978, la totalité du scénario est de la main de Geoffrey Miller)
      - "Hand of Glory" (avec Ramon Sola, 2000 AD #1526, 2001, scénario de Pat Mills)
      - Ce recueil comporte aussi une publicité sur une planche de la main de Kevin O'Neill (2000 AD #3, 1977)

    - "Texas" (avec James Mackay, 2000 AD 1724-1733, 2011)
    - "Carrion" (non crédité, 2000 AD summer special 1977)
    - "The Buffalo Hunt" (non crédité, 2000 AD annual 1978)

  - Non compilées en album, mais publiées aux États-Unis en 4 numéros sous le titre Flesh, par Fleetway Quality en 1993 :
    - "Legend of Shamana Book 1" (coécrit avec Tony Skinner et dessiné par Carl Critchlow, dans 2000 AD #800-808, 1992)
    - "Legend of Shamana Book 2" (coécrit avec Tony Skinner et dessiné par Carl Critchlow, dans 2000 AD #817-825, 1993)

  - "Midnight Cowboys" (avec James Mackay, 2000 AD #1774-1785, 2012)
  - "Badlanders" (avec James Mackay et Lee Townsend, 2000 AD #1850-1861, 2013)
  - "Gorehead" (avec Clint Langley, 2000 AD #2001-, 2016)

- Harlem Heroes
  - The Complete Harlem Heroes (Rebellion, 2010,  (ISBN 1906735522)), recueil incluant :
    - "Harlem Heroes" (coécrit par Tom Tully, avec Dave Gibbons et Carlos Trigo, 2000 AD #1, 1977)

- M.A.C.H.1
  - "Vulcan" (avec Enio, 2000 AD #1, 1977)
  - "To Kill a President" (avec Enio, 2000 AD #4, 1977)
  - "Himmler's Gold" (avec Mike Dorey, 2000 AD #6, 1977)
  - "Bolivia" (avec Enio, 2000 AD #7, 1977)
  - "On the Roof of the World" (avec Enio, 2000 AD #10, 1977)
  - "Planet Killers" (avec Jesus Redondo, 2000 AD #27-29, 1977)
  - "UFO" (avec Carlos Freixas, 2000 AD #30-33, 1977)
  - "The Final Encounter " (avec Montero, 2000 AD #61-64, 1978)

- Judge Dredd
  - Judge Dredd: the Complete Case Files #1 (Rebellion, 2005,  (ISBN 1904265790)), recueil incluant :
    - "The first Dredd" (avec Carlos Ezquerra, 1977)
    - "The Neon Knights" (avec Ian Gibson, 2000 AD #29, 1977)
    - "The Return of Rico" (avec Mike McMahon, 2000 AD #30, 1977)

  - Judge Dredd: the Complete Case Files #2 (Rebellion, 2006,  (ISBN 1904265839)) et Judge Dredd The Cursed Earth Uncensored (Rebellion, 2016,  (ISBN 978-1-78108-444-1)), recueils incluant :
    - "The Cursed Earth" (avec Mike McMahon et Brian Bolland, dans 2000 AD #61-70 et #81-85, 1978)

  - Judge Dredd: the Complete Case Files #3 (Rebellion, 2006,  (ISBN 1904265871)), recueil incluant :
    - "The Blood of Satanus" (avec Ron Smith, 2000 AD # 152-154, 1980)

  - "You are Judge Dredd in House of Death" (jeu de rôle scénarisé par John Wagner et arrangé par Pat Mills, avec Bryan Talbot, Dice Man #1, 1986)
  - Judge Dredd: the Complete Case Files #23 (Rebellion, 2014,  (ISBN 978-1-78108-252-2)), recueil incluant :
    - "Flashback 2099: The Return of Rico" (avec Paul Johnson, 2000 AD #950-952, 1995)

  - Judge Dredd : the Complete Case Files #24 (Rebellion, 2015,  (ISBN 978-1-78108-339-0)), recueil incluant :
    - "Hammerstein" (coécrit avec Tony Skiner, avec Jason Brashill, dans 2000 AD #960-963, 1995)

  - "Blood of Satanus II" (avec Duke Mighten, Judge Dredd Megazine #214-217, 2004)
  - "Blood of Satanus III: The Tenth Circle" (avec John Hicklenton, Judge Dredd Megazine #257-265, 2007)
  - "Steamers" (avec Smudge, 2000 AD #1609, 2008)
  - Judge Dredd The Mega Collection #79: Into The Undercity (49ème ouvrage de la collection publiée deux fois par mois par Hachette Partworks), recueil incluant :
    - "Birthday Boy" (avec Vince Locke, 2000 AD #1613-1616, 2008)

- Shako
  - Shako (Rebellion, décembre 2012,  (ISBN 978-1-78108-069-6)), recueil incluant :
    - "Shako" (avec Ramon Sola et Juan Arancio, 2000 AD #20-23, 1977)

- The Visible Man
  - Sci-Fi Thrillers (Rebellion, 2013,  (ISBN 978-1-78108-177-8)), recueil de séries diverses incluant :
    - "The Visible Man" (avec Carlos Trigo et Montero, 2000 AD #47-52, 1978)

  - "What if...? The Visible Man Returned to Earth" (avec Henri Flint, 2000 AD #1771, 2012)
  - "Scars" (avec Henri Flint, 2000 AD prog 2013, 2012)
  - "The Screams in the Wall" (avec David Hitchcock, 2000 AD prog 2015, 2014)

- Moonchild, strip créé par Pat Mills et Wilf Prigmore, et dessiné par John Armstrong (en).
  - Misty Featuring Moonchild & The Four Faces of Eve (Rebellion, septembre 2016,  (ISBN 978-1-78108-452-6)), recueil incluant :
    - "Moonchild" (Misty #1-13, 1978)

- Planet of the Damned, le premier strip a été écrit par Pat Mills, et l'histoire a été complétée par Alan Hebden.
  - Planet of The Damned & death Planet (Rebellion, mars 2016,  (ISBN 978-1-78108-413-7)), recueil incluant :
    - "Planet of The Damned" (avec Horacio Lalia, Starlord #1-10, 1978)

- Starlord's Board Games
  - "Hell Planet" (Strontium Dog board game, avec King, Starlord #4-7, 1978)
  - "Starlord's Stargrams" (coécrit par Kelvin Gosnell, avec King, Starlord #8, 1978)
  - "Hell Planet Mutie Cards" (avec King, Starlord#8, 1978)

- Tharg The Mighty
  - "Tharg's Head Revisited" (coécrit avec Alan Moore, Mike McMahon, Steve McManus et Simon Geller, avec Dave Gibbons, Mike McMahon et Kevin O'Neill, 2000 AD #500, 1986)

- Dice Man
  - "You are the Dice Man In the Bronx, No-one can Hear you Scream!" (avec Graham Manley, Dice Man #2, 1986)
  - "You are the Dice Man in Dark Power" (jeu de rôle, avec John Ridgway, Dice Man #3, 1986)
  - "You are the Dice Man in Bitter Streets" (jeu de rôle, avec Steve Dillon, Dice Man #4, 1986)
  - "You are Dice Man in Murder One" (jeu de rôle, avec Steve Dillon, Dice Man #5, 1986)

- Rogue Trooper
  - "You are Rogue Trooper in Killothon" (jeu de rôle, avec Mike Collins et Mark Farmer, Dice Man #3, 1986)
  - "You are Rogue Trooper in Space Zombies" (jeu de rôle scénarisé et arrangé par Simon Geller selon un concept de Pat Mills, avec Mike Collins, Dice Man #5, 1986)

- Ronald Reagan
  - "You are Ronald Reagan in Twilight's Last Gleaming" (jeu de rôle, avec Hunt Emerson, Dice Man #5, 1986)

- Maggie Thatcher
  - "You are Maggie Thatcher, a dole-playing game" (jeu de rôle, avec Hunt Emerson, Titan Books (en), 1987)

- Finn
  - Finn Book One (coscénariste Tony Skinner, avec Jim Elston et Kevin Wicks, fascicule gratuit emballé avec Judge Dredd Megazine #329, 2013) recueil qui compile:
    - "Finn Book 1" (2000 AD #770-779, 1992)

  - Finn (mini série en 4 partie, coscénariste Tony Skinner, avec Jim Elston et Kevin Wicks, Fleetway Quality, 1993), qui compile :
    - "Finn Book 1" (2000 AD #770-779, 1992)
    - "Finn Book 2" (2000 AD #807-816, 1992-1993)

  - "Origins of Finn" (avec Liam McCormack-Sharp, 2000 AD #924-927, 1995)
  - "Interventions" (avec Paul Staples, 2000 AD #928-937 & 940-949, 1995)
  - "Season of the Witch" (avec Paul Staples, 2000 AD #991-999, 1996)

- Dinosty (avec Clint Langley, 2000 AD #873-882, 1994)

- Vector 13: "Case Ten: Video Nasty" (avec John Ridgway, 2000 AD #997, 1996)

###### Ro-BustersetABC Warriors
- Ro-Busters (qui engendra ensuite les ABC Warriors)
  - The Complete Ro-Busters (Rebellion, 2008,  (ISBN 9781905437825)), recueil qui compile :
    - "Day of the Robot" (avec Carlos Pino, Starlord #1, 1978)
    - "The Preying Mantis" (avec Carlos Pino 2-4 et Dave Gibbons 3, Starlord #2-4, 1978)
    - "The Ritz Space Palace" (avec Carlos Pino, Starlord #7-12, 1978)
    - "Death on the Orient Express" (avec Dave Gibbons, 2000 AD #86-87, 1978)
    - "Hammerstein's War Memoirs" (avec Dave Gibbons, Kevin O'Neill et Mike Dorey 2000 AD #88-92, 1978)
    - "Ro-Jaws'Memoirs" (avec Mike Dorey, 2000 AD #93-97, 1978-1979)
    - "The Terra-Meks" (avec Dave Gibbons, 2000 AD #98-101, 1979)
    - "Fall and Rise of Ro-Jaw and Hammerstein" (avec Mike McMahon, Kevin O'Neill et Mike Dorey, 2000 AD #103-115, 1979)

  - The Complete Nuts and Bolts Volume One (Rebellion, 2015,  (ISBN 978-1-78108-262-1)), recueil qui compile la première partie des histoires du recueil de 2008 en réimprimant en couleur les pages qui l'étaient lors de leur publication d'origine :
    - "Day of the Robot" (titré également "The North Sea Tunnel", avec Carlos Pino, Starlord #1, 1978)
    - "The Preying Mantis" (avec Carlos Pino 2-4 et Dave Gibbons 3, Starlord #2-4, 1978)
    - "The Ritz Space Palace" (avec Carlos Pino, Starlord #7-12, 1978)
    - "Death on the Orient Express" (avec Dave Gibbons, 2000 AD #86-87, 1978)
    - "Hammerstein's War Memoirs" (avec Dave Gibbons, Kevin O'Neill et Mike Dorey 2000 AD #88-92, 1978)
    - "Ro-Jaws'Memoirs" (avec Mike Dorey, 2000 AD #93-97, 1978-1979)

  - The Complete Nuts and Bolts Volume Two (Rebellion, 2016,  (ISBN 978-1-78108-447-2)), recueil qui compile la seconde partie des histoires du recueil de 2008, en y ajoutant "The Inside Story", en réimprimant en couleur les pages qui l'étaient lors de leur publication d'origine :
    - "The Terra-Meks" (avec Dave Gibbons, 2000 AD #98-101, 1979)
    - "Fall and Rise of Ro-Jaw and Hammerstein" (avec Mike McMahon, Kevin O'Neill et Mike Dorey, 2000 AD #103-115, 1979)
    - "The Inside Story (Ro-Jaws'Robo-Tales, avec Kevin O'Neill, 2000 AD #144, 1979 et Judge Dredd Megazine #263, 2007)

- ABC Warriors (voir aussi Ro-Busters)
  - The Mek-nificient Seven (ABC Warriors 1, Rebellion, 2005,  (ISBN 1904265235)), recueil qui compile :
    - "Prologue/Epilogue" (6 pages inédites dans l'hebdomadaire, réalisées pour le recueil du même nom édité en 2002 par Titan Books (en), afin de faire le lien chronologique entre les Ro-Busters et les ABC Warriors, avec Kevin O'Neill)
    - "ABC Warriors" ("A new Ro-Busters adventure", avec Kevin O'Neill, 2000 AD #119, 1979)
    - "The Retreat from Volgow" (avec Kevin O'Neill, 2000 AD #120, 1979)
    - "Mongrol" (avec Mike McMahon, 2000 AD #121-122, 1979)
    - "The Order of Knights Martial" (avec Brendan McCarthy, 2000 AD #123-124, 1979)
    - "The Bougainville Massacre" (avec Mike McMahon, 2000 AD #125-126, 1979)
    - "Steelhorn" (avec Brendan McCarthy, 2000 AD #127-128, 1979)
    - "Mars, the Devil Planet" (avec Brendan McCarthy, 2000 AD #129, 1979)
    - “Cyboons” (avec Dave Gibbons, 2000 AD #130-131, 1979)
    - "The Red Death" (avec Mike McMahon, dans 2000 AD #132-133, 1979)
    - "Golgatha" (avec Carlos Ezquerra, 2000 AD #134-136, 1979)
    - "Mad George" (avec Mike McMahon, 2000 AD #137-139, 1979)

  - Les ABC Warriors, reviennent par l'intermédiaire de la série Nemesis the Warlock (books III, IV et V, 1984-1985), avant de reprendre leurs aventures sous leur propre nom. La courte histoire de 7 pages "Red Planet Blues" (publiée en couleur dans 2000 AD annual 1985, 1984, scénarisée par Alan Moore et mise en image par Steve Dillon et John Higgins) est incluse dans le recueil "The Solo Missions").
  - The Black Hole (ABC Warriors 2, décembre 2011 Rebellion pour la sortie anglaise et août 2011 Simon & Shuster pour la sortie américaine,  (ISBN 978-1-907519-92-5)), album qui compile les histoires suivantes :
    - "You are the ABC Warrior vs Volgo the Ultimate Death Machine" (jeu de rôle, avec Steve Dillon, Dice Man #2, 1986)
    - "The Black Hole" (avec Simon Bisley (1-4, 9-12, 17-21) et SMS (5-8, 13-16), dans 2000 AD #555-566 & 573-581, 1988)

  - Khronicles of Khaos (ABC Warriors 3, Rebellion, 2007,  (ISBN 1904265499)), album qui compile :
    - "Khronicles of Khaos Pt1" (coscénariste Tony Skinner, avec Kevin Walker, 2000 AD #750-757, 1991)
    - "Khronicles of Khaos Pt2" (coscénariste Tony Skinner, avec Kevin Walker, 2000 AD #780-784 & 787-790, 1992)

  - Vient ensuite non compilé en album (mais inclus dans le tome 5 de la série française) :
    - "Blackblood: Dishonourable Discharge" (de et avec Kev Walker, dans 2000 AD Winter Special #4, 1992)

  - Hellbringer (ABC Warriors 4, Rebellion, 2008,  (ISBN 9781905437566)), album qui compile :
    - "Hellbringer Pt1" (coscénariste Tony Skinner, avec Kevin Walker, 2000 AD #904-911, 1994)
    - "Hellbringer Pt2" (coscénariste Tony Skinner, avec Kevin Walker, 2000 AD #964-971, 1995)
    - "Roadkill" (avec Kevin Walker, 2000 AD prog 2000, 1999)

  - The Solo Missions (Rebellion, 2014,  (ISBN 978-1-78108-226-3)), album qui compile :
    - "Red Planet Blues" (scénarisé par Alan Moore, avec Steve Dillon, 2000 AD Annual 1985)
    - "Joe Pineapples - His Greatest Hits" (avec Tom Carney, 2000 AD Sci-Fi Special, 1996)
    - "Deadlock" (avec Henry Flint, 2000 AD #1212-1222, 2000)

  - The Third Element (ABC Warriors 5, Rebellion, 2008,  (ISBN 1905437803)), album qui compile :
    - "Roadkill" (avec Kevin Walker, 2000 AD prog 2000, 1999)
    - "The Third Element " (avec Henry Flint, 2000 AD #1234-1236, 2001)
    - "The Clone Cowboys" (avec Liam Sharp, 2000 AD #1237-1239, 2001)
    - "The Tripods" (avec Mike McMahon, 2000 AD #1240-1242, 2001)
    - "The Zero Option" (avec Boo Cook, dans 2000 AD #1243-1245, 2001)
    - "Assault on the Red House" (avec Henry Flint, dans 2000 AD #1246-1248, 2001)

  - The Shadow Warriors (ABC Warriors 6, Rebellion, 2009,  (ISBN 9781905437948)), album qui compile :
    - "The Shadow Warriors Book I" (avec Carlos Ezquerra, 2000 AD #1336-1341, 2003)
    - "The Shadow Warriors Book II" (avec Henry Flint, 2000 AD #1400-1405, 2004)
    - "The Shadow Warriors Book III" (avec Henry Flint, 2000 AD #1476-1485, 2006)

  - The Medusa War (nouvelle coécrite avec Alan Mitchell reprenant de nombreux éléments et personnages des 2 recueils précédents, Black Flame, 2004,  (ISBN 1844161099))
  - The Volgan War Vol 1 (Rebellion, 2009,  (ISBN 9781906735029)), album qui compile avec des illustrations supplémentaires :
    - "The Volgan War Vol 1" (avec Clint Langley, 2000 AD #1518-1525 et prog 2007, 2006)

  - The Volgan War Vol 2 (Rebellion, 2010,  (ISBN 9781906735234)), album qui compile avec des illustrations supplémentaires :
    - "The Volgan War Vol 2" (avec Clint Langley, 2000 AD #1550-1559, 2007)

  - The Volgan War Vol 3 (Rebellion, 2010,  (ISBN 9781906735456)), album qui compile avec des illustrations supplémentaires :
    - "The Volgan War Vol 3" (avec Clint Langley, 2000 AD #1601-1606 et #1611-1616, 2008)

  - The Volgan War Vol 4 (Rebellion, 2011,  (ISBN 9781907992193)), album qui compile avec des illustrations supplémentaires :
    - "The Volgan War Vol 4" (avec Clint Langley, 2000 AD #1666-1677, 2010)

  - Return To Earth (Rebellion, 2013,  (ISBN 978-1-78108-144-0)), album qui compile avec des illustrations supplémentaires :
    - "Return to Earth" (avec Clint Langley, 2000 AD #1800-1811, 2012)

  - Return To Mars (Rebellion, 2015,  (ISBN 978-1-78108-343-7)), album qui compile avec des illustrations supplémentaires :
    - "Return to Mars" (avec Clint Langley, 2000 AD prog 2014 puis #1862-1873 excepté #1867, 2013-2014)

  - Return To Ro-Busters (Rebellion, 2016,  (ISBN 978-1-78108-443-4)), album qui compile avec des illustrations supplémentaires :
    - "Return to Ro-Busters" (avec Clint Langley, 2000 AD #1961-1972, 2015-2016)

  - "Fallout" (avec Clint Langley, 2000 AD #2061-2072, 2017-2018)
  - En mai 2014, Rebellion Publishing commence une nouvelle collection consacrée aux ABC Warriors en édition deluxe hardcover où les quelques planches couleurs des premières histoires sont effectivement publiées en couleur et non en dégradé de gris.
    - The Mek Files 01 (mai 2014, Rebellion,  (ISBN 9781781082584)), album qui compile les 2 premiers recueils The Meknificent Seven et The Black Hole (sans le jeu de rôle).
    - The Mek Files 02 (septembre 2014, Rebellion,  (ISBN 9781781082591) (OCLC 883870107)), album qui compile les 2 recueils suivants Khronicles of khaos et Hellbringer.
    - The Mek Files 03 (Décembre 2015, Rebellion,  (ISBN 9781781083345)), album qui compile les 2 recueils suivants The Third Element et The Shadow Warriors.

###### Nemesis the Warlock
- The complete Nemesis the Warlock volume 1 (Rebellion, 2006,  (ISBN 1-905437-11-0)), album qui compile :
  - "Terror Tube" (avec Kevin O'Neill, 2000 AD #167, 1980)
  - "Killer Watt" (avec Kevin O'Neill, 2000 AD #178-179, 1980)
  - "The Sword Sinister" (avec Kevin O'Neill, 2000 AD Sci-Fi Special, 1981)
  - "Book I : World of Termight" (avec Kevin O'Neill, 2000 AD #222-233, #238-240 et #243-244, 1981)
  - "Book II : The Alien Alliance" (avec Jesus Redondo, 2000 AD #246-257, 1982)
  - "The Secret Life of the Blitzspear" (avec Kevin O'Neill, 2000 AD Annual 1983, 1982)
  - "Book III : The World of Nemesis" (avec Kevin O'Neill, 2000 AD #335-349, 1983)
  - "Book IV : The Gothic Empire" (avec Kevin O'Neill (1-2) et Bryan Talbot (3-20), 2000 AD #387-406, 1984-1985)
- Eagle Comics Nemesis The Warlock, 7 issue Necro Series
  - De septembre 1984 à mars 1985, Eagle Comics a réédité aux États-Unis les Book I, II et III ainsi que "The Sword Sinister" et "A Day in the Death of Torquemada", dans une mini série de 7 comics intitulée "Nemesis The Warlock, 7 issue Necro Series". Quelques particularités intéressantes de cette édition : les histoires ont été colorisées, et ce, par les auteurs eux-mêmes ; les couvertures de Kevin O'Neill sont toutes inédites ; et surtout, afin d'adapter le format magazine au format comics, les dessins ont été retouchées par Kevin O'Neill (en particulier le design de Torquemada dans les premières histoires), celui-ci proposant même souvent des illustrations inédites. Les histoires illustrées par Jesus Redondo ont quant à elle seulement été recadrées.
- Nemesis The Warlock Deviant & Termight Edition (Rebellion, 2013,  (ISBN 978-1-78108-172-3)), album qui compile :
  - "Eagle Comics Nemesis The Warlock, 7 issue Necro Series"
  - "The Tomb of torquemada" (avec Kevin O'Neill, 2000 AD Poster Prog Nemesis #1, 1994)
  - Notes: la version Termight exclusivement vendu sur la boutique online de 2000 AD est la version limitée (200 exemplaires) de l'édition "Deviant" normale, elle inclut deux ex-libris numérotés et signés par Kevin O'Neill et Pat Mills. En outre, The Tomb of torquemada est le seul strip qui n'avait pas été repris dans la série des "Complete".
- The complete Nemesis the Warlock volume 2 (Rebellion, 2007,  (ISBN 1-905437-36-6)), album qui compile :
  - "A Day in the Death of Torquemada" (avec Kevin O'Neill, 2000 AD Annual 1984, 1983)
  - "Ego Trip" (avec Kevin O'Neill, 2000 AD #430, 1985)
  - "Book V : Vengeance of Thoth" (avec Bryan Talbot, 2000 AD #435-445, 1985)
  - "You are Nemesis The Warlock in The Torture Tube" (jeu de rôle, avec Kevin O'Neill, dans Dice Man #1, 1986)
  - "You are Torquemada Grand Master of Termight in The Garden of Alien Delights" (jeu de rôle, avec Bryan Talbot, dans Dice Man #3, 1986)
  - "Book VI : Torquemurder (Book VI)"" (Part 1 avec Bryan Talbot, dans 2000 AD #482-487, 1986, Part 2 avec Bryan Talbot, dans 2000 AD #500-504, 1986-1987)
  - "Torquemada's Second Honeymoon" (en N&B, avec Kevin O'Neill, 2000 AD Annual 1988, 1987)
  - "Torquemada the God" (avec Kevin O'Neill, 2000 AD #520-524, 1987)
  - "A Bedtime Story" (roman photo, avec Tony Luke, 2000 AD #534, 1987)
  - "Forbidden planet" (roman photo, avec Tony Luke, 2000 AD Sci-fi Special, 1987)
  - "Book VII : The Two Torquemadas" (avec John Hicklenton, 2000 AD #546-557, 1987-1988)
- The complete Nemesis the Warlock volume 3 (Rebellion, 2007,  (ISBN 978-1-905437-48-1)), album qui compile :
  - "Book VIII : Purity's story" (avec David Roach, 2000 AD #558-566, 1988)
  - "Book IX : Deathbringer" (avec John Hicklenton, 2000 AD #586-593 & #605-608, 1988-1989)
  - "Warlocks and Wizards" (une histoire en couleur de Nemesis & Deadlock, avec Carl Critchlow, 2000 AD #700, 1990)
  - "Enigmass Variations" (une histoire en couleur de Nemesis & Deadlock, avec Carl Critchlow2000 AD #723-729, 1991)
  - "Bride of the Warlock" (en couleur, avec Chris Weston, 2000 AD Winter Special #4, 1992)
  - "Shapes of things to come" (en couleur, avec Paul Staples, 2000 AD #824)
  - "Hammer of the Warlocks" (en couleur, avec Clint Langley, 2000 AD #901-903)
  - "Book X : The Final Conflict" (avec Kevin O'Neill, 2000 AD #1165-1173 et prog 2000, 1999)
- "Tubular Hells" (N&B, avec Kevin O'Neill, 2000 AD #2000, 2016)

###### Sláine
- Warrior's Dawn (Sláine 1, 2005, chez Rebellion,  (ISBN 1904265332)), album qui compile chronologiquement les histoires suivantes (concernant l'ensemble de ces histoires y compris "Dragonheist", Pat Mills avait initialement opté pour le titre Sláine the Wanderer) :
  - "The Time Monster" (avec Angela Kincaid aka Angie Mills (ex Madame Mills), dans 2000 AD #330, 1983)
  - "The Beast in the Broch" (avec Massimo Belardinelli, 2000 AD #331-334, 1983)
  - "Warrior's Dawn" (avec Mike McMahon, 2000 AD #335, 1983)
  - "The Beltain Giant" (avec Mike McMahon, 2000 AD #336, 1983).
  - "The Bride of Crom" (avec Massimo Belardinelli, 2000 AD #337-342, 1983).
  - "The Creeping Death" (avec Massimo Belardinelli, 2000 AD #343, 1983).
  - "The Bull Dance" (avec Massimo Belardinelli, 2000 AD #344, 1983).
  - "Heroes' Blood" (avec Mike McMahon, 2000 AD #345-347, 1983)
  - "The Shoggey Beast" (avec Mike McMahon, 2000 AD #348-351, 1983-1984)
  - "Sky Chariots" (avec Mike McMahon, 2000 AD #352-360, 1984)
  - "The Origins" (article de 2 pages, dans 2000 AD #352, 1984)
- L'histoire "The Battle of Clontarf" parue dans l'Annual 1985 (en 1984) est incluse dans le recueil #8 "The Grail War". De cette période 1983-1985, et pour l'instant non compilées en album :
  - "Ask Ukko" (fausse interview d'Ukko de 3 pages, auteur non crédité, 2000 AD annual 1985, 1984)
- Time Killer (Sláine 2, 2007, chez Rebellion,  (ISBN 1905437218)), album qui compile chronologiquement les histoires suivantes (concernant l'ensemble de ces histoires non compris "Dragonheist", Pat Mills avait initialement opté pour le titre Sláine & the Gods) :
  - "Dragonheist" (avec Massimo Belardinelli, 2000 AD #361-367, 1984)
  - "The Time Killer" (avec Glenn Fabry, David Pugh et Bryan Talbot, 2000 AD #411-428 puis #431-434 en 1985, également republié en 2003 dans Judge Dredd Megazine #202-207)
- The King (Sláine 3, 2008, chez Rebellion,  (ISBN 9781905437665)), album qui compile les histoires suivantes :
  - "The Tomb of Terror" (avec David Pugh et Glenn Fabry, 2000 AD #447-461, 1985-1986)
  - "You are Sláine in The Tomb of Terror" (jeu de rôle, avec Gary Leach, Glenn Fabry, Anthony Williams et Una Fricker, 2000 AD #447-461, 1985-1986)
  - "Spoils of Annwn" (avec Mike Collins et Mark Farmer, 2000 AD #493-499, 1986)
  - "The King" (avec Glenn Fabry, 2000 AD #500-508 puis #517-519, 1986-1987)
  - "The killing field" (d'Angie Kincaid, avec Glenn Fabry, 2000AD #582, 1988)
  - "Slaine the Mini-Series" (avec Glenn Fabry, 2000 AD #589-591, 1988)
- The Sláine Gaming Book (1986, chez Titan Book,  (ISBN 0-907610-73-0)), album qui compile les jeux suivants :
  - "You are Slàine in Cauldron of Blood" (jeu de rôle, avec David Lloyd, Dice Man #1, 1986, repris par Rebellion dans le recueil "Demon Killer" de 2010)
  - "You are Sláine in Dragon Corpse" (jeu de rôle, avec Nik Williams, Dice Man #2, 1986, non repris en album par Rebellion à ce jour)
  - "You are Sláine in the Ring of Danu" (jeu de rôle, avec Mike Collins et Mark Farmer, Dice Man #4, 1986, non repris en album par Rebellion à ce jour)
- L'histoire "Arrow of God" parue dans l'Annual 1989 (en 1988) est incluse dans le recueil #9 "Lord of the Beasts".
- The Horned God (Slàine 4, 2009, chez Rebellion,  (ISBN 9781905437733)), album qui compile les histoires suivantes :
  - "The Horned God, Book I" (avec Simon Bisley, 2000 AD #626-635, 1989)
  - "The Horned God, Book II" (avec Simon Bisley, 2000 AD #650-656 et #662-664, 1989-1990)
  - "The Horned God, Book III" (avec Simon Bisley, 2000 AD #688-698, 1990)
- Demon Killer (Sláine 5, 2010, chez Rebellion,  (ISBN 9781906735418)), album qui compile les histoires suivantes :
  - "Sláine the high king" (avec Glenn Fabry, 2000 AD year book, 1992)
  - "Jealousy of Niamh" (avec Greg Staples and Nick Percival in 2000 AD #850-851, 1993)
  - "Demon Killer" (avec Glenn Fabry et Dermot Power, 2000 AD #852-859, 1993)
  - "Queen of Witches" (avec Dermot Power, 2000 AD #889-896, 1994)
  - "The Return of the High King" (avec Dermot Power, 2000 AD Poster Prog Slàine 1, 1993)
  - "Cauldron of Blood" (jeu de rôle, avec David Lloyd, Dice Man #1, 1986)
- Lord of Misrule (Sláine 6, 2011, chez Rebellion,  (ISBN 9781907519857)), album qui compile les histoires suivantes :
  - "Name of the Sword" (avec Greg Staples, 2000 AD #950-956, 1995)
  - "Lord of Misrule, Part I" (avec Clint Langley, 2000 AD #958-963, 1995, illustrations retouchées digitalement par le dessinateur pour ce recueil)
  - "Lord of Misrule, Part II" (avec Clint Langley, 2000 AD #995-998, 1996, illustrations retouchées digitalement par le dessinateur pour ce recueil)
  - "Bowels of Hell" (avec Jim Murray, 2000 AD #1000, 1996)
- The Treasures of Britain (Sláine 7, 2012, chez Rebellion,  (ISBN 9781907992971)), album qui compile les histoires suivantes :
  - "Treasures of Britain: Part I" (avec Dermot Power, 2000 AD #1001-1010, 1996)
  - "Ukko's Tale/The Cloak of Fear" (avec Steve Tappin, 2000 AD #1011-1012, 1996)
  - "Treasures of Britain, Part II" (avec Dermot Power, 2000 AD #1024-1031, 1997)
- The Grail War (Sláine 8, 2013, chez Rebellion,  (ISBN 9781781081129)), album qui compile les histoires suivantes :
  - "The Demon Hitchhiker" (avec Steve Tappin, 2000 AD #1032, 1997)
  - "King of Hearts" (avec Nick Percival, 2000 AD #1033-1039, 1997)
  - "The Grail War" (avec Steve Tappin, 2000 AD #1040-1049, 1997)
  - "Secret of the Grail" (avec Steve Tappin, 2000 AD #1090-1099, 1998)
  - "The Battle of Clontarf" (avec Massimo Belardinelli, 2000 AD annual 1985, 1984)
- Lord of The Beasts (Sláine 9, 2014, chez Rebellion,  (ISBN 9781781082294)), album qui compile les histoires suivantes :
  - "Lord of the Beasts" (avec Rafael Garres, 2000 AD #1100, 1998)
  - "Kai" (avec Paul Staples, 2000 AD #1104-1107, 1998)
  - "The Banishing" (coécrit aves Debbie Gallagher, avec Wayne Reynolds, 2000 AD #1108-1109, 1998)
  - "The Triple Death" (avec Wayne Reynolds, 2000 AD #1111, 1998)
  - "The Swan Children" (avec Siku, 2000 AD #1112-1114, 1998)
  - "Macha" (avec Paul Staples, 2000 AD #1115-1118, 1998)
  - "Beyond" (avec Greg Staples, 2000 AD prog 2000, 1999)
  - "The Secret Commonwealth" (avec David Bircham, 2000 AD #1183-1199, 2000)
  - "The Arrow of god" (avec Steve Parkhouse, 2000 AD annual 1989, 1988), histoire de 7 pages en couleurs. La colorisation basique sur encrage est justement un peu particulière (Sláine a la peau bleue).
- The Books of Invasions: Moloch and Golamh (avec Clint Langley, chez Rebellion en 2006,  (ISBN 1904265820)), album qui compile les histoires :
  - "The Books of Invasions I: Moloch" (2000 AD #1322-1326 et prog 2003, 2002)
  - "The Books of Invasions II: Golamh" (2000 AD #1350-1355)
- The Books of Invasions: Scota and Tara (avec Clint Langley, chez Rebellion en 2006,  (ISBN 1904265928)), album qui compile les histoires :
  - "The Books of Invasions III: Scota" (2000 AD #1371-1376 et prog 2004, 2003)
  - "The Books of Invasions IV: Tara" (2000 AD #1420-1425 et prog 2005, 2004)
- The Books of Invasions: Odacon (avec Clint Langley, chez Rebellion en 2007,  (ISBN 1904265928)), album qui compile les histoires :
  - "The Books of Invasions V: Odacon" (2000 AD #1436-1442)
  - "Carnival" (2000 AD #1469-1475 et prog 2006, 2005)
- Sláine The Wanderer (avec Clint Langley, chez Rebellion en 2011,  (ISBN 978-1-907992-24-7)), album qui compile les histoires :
  - "The Gong Beater" (2000 AD #1635-1638, 2009)
  - "The Smuggler" (2000 AD #1662-1665, 2009)
  - "The Exorcist" (2000 AD #1709-1712, 2010)
  - "The Mercenary" (2000 AD #1713-1714 & Prog 2011, 2010)
- The Book of Scars (avec Clint Langley, Mike McMahon, Glenn Fabry and Simon Bisley, chez Rebellion en 2013,  (ISBN 978-1-78108-176-1)), album qui compile les histoires :
  - "The Book of Scars" (histoire commémorant le 30e anniversaire de la création de la série, 2000 AD #1844-1849, 2013)
  - "The Devil's Banquet" (avec Glenn Fabry, 2000 AD Sci-Fi Special, 1986), planche préparatoire unique présentée en avant première de l'arc "The King". Cette planche sera en fait totalement redessinée sur 2 pages dans l'épisode publié dans 2000 AD #504.
  - Note : cet ouvrage propose 130 pages consacrées à des reproductions de couvertures de 2000 AD (ou autre pin-up liées à Sláine) commentées par divers artistes.
- The Brutania Chronicles Book One: A Simple Killing (avec Simon Davis, chez Rebellion en 2015,  (ISBN 978-1-78108-335-2)), album qui compile l'histoire :
  - "The Brutania Chronicles Book One: A Small Killing" (2000 AD #1874-1886, 2014)
- The Brutania Chronicles Book Two: Primordial (avec Simon Davis, chez Rebellion en 2016,  (ISBN 978-1-78108-472-4)), album qui compile l'histoire :
  - "The Brutania Chronicles Book Two: Primordial" (2000 AD #1924-1936, 2015)
- The Brutania Chronicles Book Three: Psychopomp (avec Simon Davis, chez Rebellion en 2017,  (ISBN 978-1-78108-546-2)), album qui compile l'histoire :
  - "The Brutania Chronicles Book Three: Psychopomp" (2000 AD #1979-1988, 2016)
- The Brutania Chronicles Book Four: Archon (avec Simon Davis, chez Rebellion en 2018,  (ISBN 978-1-78108-632-2)), album qui compile l'histoire :
  - "The Brutania Chronicles Book Four: Archon" (2000 AD #1950-1960, 2015)

###### à partir de 2000
- Black Siddha (avec Simon Davis):
  - Bad Karma (fascicule gratuit emballé avec Judge Dredd Megazine #239, 2013), recueil qui compile :
    - "Bad Karma" (Judge Dredd Megazine #202-208, 2003)

  - Kali Yuga (fascicule gratuit emballé avec Judge Dredd Megazine #346, 2014), recueil qui compile :
    - "Kali Yuga" (Judge Dredd Megazine #218-223, 2004)

  - Return of The Jester (fascicule gratuit emballé avec Judge Dredd Megazine #359, 2015), recueil qui compile :
    - "Return of the Jester" (Judge Dredd Megazine #245-252, 2006)

- Whatever Happened To?: "Tweak" (avec Chris Weston, Judge Dredd Megazine #214, 2004)

- Savage, suite du strip "invasion!" de 1977-1978 :
  - Taking Liberties (Savage 1, avec Charlie Adlard, chez Rebellion en juin 2007,  (ISBN 1905437285)), album qui compile:
    - "Book One: Taking Liberties" (2000 AD #1387-1396, 2004)
    - "Book Two: Out of Order" (2000 AD #1450-1459, 2005)
    - "Book Three: Double Yellow" (2000 AD #1526-1535, 2007)

  - The Guv'nor (avec Patrick Goddard, chez Rebellion en juillet 2012,  (ISBN 978-1-78108-040-5)), album qui compile:
    - "Book Four: The Guv'nor" (Savage 2, 2000 AD #1577-1586, 2008)
    - "Book Five: 1984" (2000 AD #1632-1641, 2009)
    - "Book Six: Crims" (2000 AD #1685-1699, 2010)
    - "Book Seven: Secret City" (2000 AD #1740-1749, 2011)

  - "Book Eight: Rise Like Lions" (2000 AD prog 2013 et #1813-1823, 2012-2013)
  - "Book Nine: Grinders" (2000 AD prog 2015 et #1912-1923, 2014-2015)
  - "Book Ten: The Märze Murderer" (2000 AD #2001-2010, 2016)
  - "Book Eleven: The Thousand Year Stare" (2000 AD #2061-2071, 2016)

- Greysuit (avec John Higgins):
  - Project Monarch (Greysuit 1, chez Rebellion en 2010,  (ISBN 978-1-907519-82-6)), album qui compile les histoires :
    - "Project Monarch", 2000 AD #1540-1549, 2007)
    - "The Old Man of the Montains", 2000 AD #1617-1624 et prog 2009, 2008)

  - "Prince of Darkness" (avec John Higgins), 2000 AD #1901-1911, 2014)
  - "Foul Play" (avec John Higgins), 2000 AD #2040, 2017)

- Defoe (avec Leigh Gallagher):
  - 1666 (Defoe 1, chez Rebellion en 2009,  (ISBN 1906735107)) album qui compile :
    - "1666" (avec Leigh Gallagher, 2000 AD #1540-1549, 2007)
    - "Brethren of the Night" (avec Leigh Gallagher, 2000 AD #1589-1598, 2008)

  - Queen of the Zombies (Defoe 2, chez Rebellion en octobre 2010,  (ISBN 9781907992476)) album qui compile :
    - "Queen of the Zombies" (avec Leigh Gallagher, 2000 AD #1640-1649, 2009)
    - "A Murder of Angels" (avec Leigh Gallagher, 2000 AD #1700-1709, 2010)

  - "The Damned" (avec Leigh Gallagher, 2000 AD prog #1836-1846, 2013)
  - "Frankensteiner" (avec Leigh Gallagher, 2000 AD Winter Special, 2014)
  - "The London Hanged" (avec Leigh Gallagher, 2000 AD #1950-1960, 2015)
  - "Diehards" (avec Colin MacNeil, "2000 AD" #2026-2039, 2017)

- American Reaper (avec Clint Langley sauf indication contraire)
  - "American Reaper" (Judge Dredd Megazine #316-321, 2011)
  - "American Reaper II" (Judge Dredd Megazine #332-337, 2013)
  - "The Reaper Files: Tipping Point" (avec Fay Dalton, Judge Dredd Megazine #335, 2013)
  - "The Reaper Files: Buddy Holiday" (avec Fay Dalton, Judge Dredd Megazine #336, 2013)
  - "The Reaper Files: False Flag" (avec Fay Dalton, Judge Dredd Megazine #337, 2013)
  - "American Reaper III" (Judge Dredd Megazine #355-358, 2014-2015)
  - "The Reaper Files: The Man Who Murdered Himself" (avec Fay Dalton, Judge Dredd Megazine #356, 2015)
  - "The Reaper Files: Grim Reaper" (Judge Dredd Megazine #359-360, 2015)

##### Marvel Comics,DC Comics,Dark Horse ComicsetIDW Publishing
- Avant propos :
  - Les histoires de Marshal Law publiées par Epic Comics (filiale en creator own de Marvel Comics) ou Dark Horse Comics ne sont pas répertoriées dans cette sous section. Il en est de même pour les séries démarrées dans Toxic! (Accident Man, Brats Bizarre, Sex Warrior) et poursuivies chez Epic Comics ou Dark Horse Comics.
  - Ne sont pas non plus ici reprises les séries republiées en album aux États-Unis de 2004 à 2005 par le tandem Rebellion Developments/DC Comics.
  - Metalzoic est la première incursion du tandem Mills/O'Neill aux États-Unis, chez DC Comics. Les droits de ce graphic novel appartenant aux auteurs, Pat Mills l'a mis en ligne gratuitement sur sa page facebook "Lost Stories"[15]
  - Depuis le début des années 1990, Pat Mills prends sous son aile un scénariste débutant, Tony Skinner, en le faisant collaborer à plusieurs de ses séries (ABC Warriors) ou magazine (Toxic!). Marvel Comics ne souhaitant pas particulièrement laissé un scénariste inconnu aux États-Unis, seul responsable de deux de ses nouvelles séries, Tony Skinner sera officiellement épaulé par Pat Mills. Officieusement ce dernier n'interviendra que très peu sur ces séries.

- Doctor Who (coscénariste John Wagner et dessins de Dave Gibbons, dans Doctor Who Magazine #1-16 & 19-34, Marvel UK, 1979-80, compilés dans The Iron Legion, Panini Comics, N&B, 2004,  (ISBN 1904159370)):
  - "The Iron Legion" (#1-8, rééditée en couleur par IDW Publishing dans Doctor Who Classics #1-2, 2007-2008)
  - "City of the Damned" (#9-16, rééditée en couleur par IDW Publishing dans Doctor Who Classics #2-4, 2008)
  - "The Star Beast" (#19-26, rééditée en couleur par IDW Publishing dans Doctor Who Classics #4-6, 2008)
  - "Dogs of Doom" (#27-34, rééditée en couleur par IDW Publishing dans Doctor Who Classics #6-7, 2008)

- Metalzoic (avec Kevin O'Neill, DC Graphic Novel, 1986, repris ensuite en noir et blanc en Angleterre dans 2000 AD #483-492, 1986).

- The punisher (Summer Special #2, 1992 et avec coscénariste Tony Skinner Summer Special #3, 1993)

- Ravage 2099 #8-32 (créé par Stan Lee, coscénariste Tony Skinner, Marvel Comics, 1993-1995)

- Punisher 2099 #1-29 (coscénariste Tony Skinner, Marvel Comics, 1993-1995)

- Morbius, the Living Vampire #24 (coscénariste Tony Skinner, avec Nick J Napolitano, Marvel Comics, 1994)

- Public Enemy (coscénariste Tony Skinner, 8 pages dans Doom 2099 #25 avec Luke Ross, et 22 pages dans 2099 Unlimited #8 avec Malcolm Davis, Marvel Comics, 1995)

- ZombieWorld: "Tree of Death" (#1 à 4/4 avec John Hicklenton, Dark Horse, 1999).

- Batman: Book of Shadows (coscénariste Debbie Gallagher, avec Duke Mightem, 64 pages, prestige format, DC Comics, 1999)

- Star Wars Ongoing (#23-26 : "Infinity's End", avec Ramon F. Bachs, Dark Horse, 2000)

##### Marshal Law,Toxic!etCrisis
- Marshal Law (avec Kevin O'Neill):
  - Marshal Law (#1-6, Epic Comics, août 1987 à février 1989)
  - Crime & Punishment, Marshal Law Takes Manhattan (Epic Comics, 1989)
  - Fear and Loathing (compile Marshal Law #1-6, avec un prologue de 8 pages supplémentaires, Epic Comics, 1990,  (ISBN 0-87135-676-7))(Réédité par Titan, 2002,  (ISBN 1-84023-452-0))
  - Kingdom of the Blind (Apocalypse Ltd, 1990,  (ISBN 1-873323-00-X))
  - The Hateful Dead (Apocalypse Ltd, 1991), recueil qui compile :
    - "Part 1 : Rise of The Zombies" (Toxic! #1-8, 1991)

  - Rite of Passage (reprend le prologue réalisé pour le recueil "Fear and Loathing", avec 2 planches inédites, Toxic! #14-15, 1991)
  - Super Babylon (Dark Horse, 1992)
  - Blood Sweat and Tears (compile Kingdom of the Blind, The Hateful Dead, and Super Babylon, Dark Horse, 1993,  (ISBN 1-878574-95-7))(Réédité par Titan, 2003,  (ISBN 1-84023-526-8)).
  - Pinhead vs Marshal Law : Law in Hell (#1 & 2, Epic Comics, 1993)
  - Secret Tribunal (#1 & 2, Dark Horse, 1993)
  - The Savage Dragon/Marshal Law (#1 & 2, N&B, Image Comics, 1997)
  - The Mask/Marshal Law (#1 & 2, Dark Horse, 1998)
  - Fear Asylum (compile Takes Manhattan, Secret Tribunal, and The Mask/Marshal Law, Titan, 2003,  (ISBN 1-84023-699-X))
  - The Day of the Dead (sous forme de texte illustré, Titan, 2004,  (ISBN 1-84023-636-1))
  - Cloak of Evil (sous forme de texte illustré, Titan,  (ISBN 1-84023-683-3), programmé pour 2006 mais jamais publié)
  - Marshal Law : Origins (compile The Day of the Dead et Cloak of Evil, Titan Books (en), septembre 2008, format livre 13x20, 240 pages, N&B,  (ISBN 9781845769437))
  - Marshal Law The Deluxe Edition (compile Fear and Loathing with its prologue, Marshal Law Takes Manhattan, Kingdom of the Blind, The Hateful Dead, Super Babylon and Secret Tribunal, DC Comics, 2013,  (ISBN 978-1-4012-3855-1))

- Toxic!
  - Accident Man (coécrit par Tony Skinner)
    - The Complete Accident Man (compile les histoires suivantes y compris la mini series produite par Dark Horse Comics en 1993 dont le matériel n'a jamais été publié dans Toxic!, Titan Books (en), 2014,  (ISBN 9781782760559)):
      - "Accident Man" (avec Martin Edmond Toxic! #1-6, 1991, épisodes compilés dans le recueil "Apocalypse Presents #3", 1991)
      - "Death Touch" (avec Duke Mighten Toxic! #10-16, 1991, épisodes compilés dans le recueil "Apocalypse Presents #5", 1991))
      - "The Messiah Sting" (avec John Erasmus Toxic! #17-, 1991)
      - "Accident Man" (#1 à 3/3, avec Duke Mighten, N&B, Dark Horse, 1993)

  - Mutomaniac (avec Mike McMahon, Toxic! #1-7 et couverture de Toxic! #8, 1991)
  - Sex Warrior (coécrit par Tony Skinner)
    - "Crimes of Passion" (avec Will Simpson, Toxic! #9-11, 1991)
    - Into the Steroid Factory (avec Will Simpson, Toxic! #19-22, 1991)
    - Sex Warrior (#1 à 2/2, avec Mike McKone, Dark Horse, 1993)

  - Psycho-Killer (avec Dave Kindall, Toxic! #12-14 et 26-29, 1991)
  - Coffin (Coécrit par Alan Mitchell, Toxic! #13-23, 1991)
  - Rollerbeast (Coécrit par Tony Skinner, avec Andy Currie, Toxic! #22-27, 1991)
  - Brats Bizarre (Coécrit par Tony Skinner)
    - "Brats Bizarre" (avec Duke Mighten, Toxic! #23-27, 1991)
    - "Brats Bizarre (second story)" (#1 à 4, avec Duke Mighten, Epic Comics/Heavy Hitters's line, 1994)

  - Fear Teachers (Coécrit par Tony Skinner, avec John Hicklenton, Toxic! #28-31, 1991)

- Crisis
  - Third World War:
    - Book One (compilé dans un ordre différent pour les États-Unis en 6 numéros au format comics avec couverture inédites cartonées, Fleetway Quality, 1990-1991)
      - "Hamburger Lady" (avec Carlos Ezquerra, in Crisis #1-2, 1988)
      - "Coola Cola Kid" (avec Carlos Ezquerra, in Crisis #3-4, 1988)
      - "The Killing Yields" (avec Carlos Ezquerra, in Crisis #5-6, 1988)
      - "Blood Money" (avec D'Israeli (#7) et Angela Kincaid (#8), Crisis #7-8, 1988)
      - "Danse Macabre" (avec Carlos Ezquerra, in Crisis #9-10, 1989)
      - "Made of Maize" (avec Carlos Ezquerra, Crisis #11-12, 1989)
      - "Sell out" (avec Carlos Ezquerra, Crisis #13-14, 1989)

    - Book Two
      - "Here be Dragons" (avec Angela Kincaid (1) et John Hicklenton (2), Crisis #15-16, 1989)
      - "Back in Babylon" (coécrit par Alan Mitchell, avec Carlos Ezquerra, Crisis #17, 1989)
      - Untitled (coécrit par Alan Mitchell, avec Carlos Ezquerra, Crisis #18, 1989)
      - "Liats law" (coécrit par Alan Mitchell, avec Duncan Fegredo, Crisis #19, 1989)
      - "All about Eve" (coécrit par Alan Mitchell, avec Carlos Ezquerra, Crisis #20-21, 1989)
      - "Symphony of Splintered Wood" (coécrit par Mal Coney (1) et Alan Mitchell (2), avec Sean Phillips, Crisis #22-23, 1989)
      - "Remembering Zion" (avec Sean Phillips, Crisis #24, 1989)
      - "Who's Who in 3WW" (une page avec Duncan Fegredo, Crisis #25, 1989)
      - "Liats law II" (avec Duncan Fegredo, Crisis #26, 1989)
      - "Liats law II" (coécrit par Alan Mitchell, avec Duncan Fegredo, Crisis #26, 1989)
      - "Book of Babylon" (coécrit par Alan Mitchell, avec Sean Phillips, Crisis #27, 1989)
      - "The rhythm of resistance" (coécrit par Alan Mitchell, avec Richard Piers-Rayner, Crisis #30, 1989)
      - "The calling" (coécrit par Alan Mitchell, avec Sean Phillips & Shaun Hollywood, Crisis #31, 1989)
      - "The Beast of Babylon" (coécrit par Alan Mitchell, avec Glyn Dillon, Crisis #32, 1989)
      - "The man with the child in his eyes" (coécrit par Alan Mitchell, avec Sean Phillips, Crisis #33-34, 1989)
      - "Epilogue" (coécrit avec Alan Mitchell, avec Robert Blackwell Crisis #37, Richard Piers-Rayner et Tim Perkins Crisis #38, 1990)

    - Book Three: The Big Heat
      - "Rebels With a Cause" (coécrit avec Alan Mitchell, avec Glyn Dillon, Crisis #40-41, 1990)
      - "Killing Us Softly" (coécrit avec Alan Mitchell, avec Glyn Dillon, Crisis #43-44, 1990)
      - "Sinergy" (coécrit avec Alan Mitchell, avec Rob Blackwell, Crisis #45-46, 1990)
      - "Dollarology" (coécrit avec Alan Mitchell, avec Rob Blackwell, Crisis #47-48, 1990)

    - Inspector Ryan's Story
      - "The world according to Ryan"(coécrit par Alan Mitchell avec John Hicklenton, Crisis #25, 1989)
      - "The Dark other" (coécrit par Alan Mitchell, avec John Hicklenton, Crisis #29, 1989)
      - "Epilogue I, Black man's burden" (coécrit par Alan Mitchell, avec John Hicklenton, Crisis #35, 1990)
      - "The Final Problem" (coécrit par Alan Mitchell, avec John Hicklenton, Crisis #53, 1990)

    - Ivan's Story
      - "Epilogue, Ivan's story: Why me?" (coécrit par Alan Mitchell, avec Steve Pugh, Crisis, #36, 1990)
      - "The Power Brokers" (coécrit avec Alan Mitchell, avec Steve Pugh, Crisis #49, 1990)
      - "The Anchorman" (coécrit avec Alan Mitchell, avec Steve Pugh, Crisis #50, 1990)
      - "Part four" (coécrit avec Tony Skinner, avec Steve Pugh, Crisis #51, 1990)

  - "The Death Factory" & "A Kind of Madness" (avec Sean Phillips, à partir de rapports d'Amnesty International, Crisis #39, 1990)

##### Autres parutions
- Death Race 2020 #1-8 (coscénariste Tony Skinner, avec Kevin O'Neil #1-3, et Trevor Goring #4-8, Roger Corman Cosmic Comics 1995). En partie basé sur le film La Course à la mort de l'an 2000, 1975.

- The Redeemer
  - "The Redeemer" (coscénariste Debbie Gallagher avec Wayne Reynolds, Warhammer Monthly #16, 10 pages, N&B, juin 1999, Black Library)
  - "Redeemer Special: The First Epistle" coscénariste Debbie Gallagher avec Wayne Reynolds, Warhammer Monthly #18, N&B, juillet 1999, Black Library)
  - "Redeemer Special: The Second Epistle" coscénariste Debbie Gallagher avec Wayne Reynolds, Warhammer Monthly #20, N&B, août 1999, Black Library)
  - "Redeemer Special: The Third Epistle" coscénariste Debbie Gallagher avec Wayne Reynolds, Warhammer Monthly #22, N&B, septembre 1999, Black Library)
  - "The Redeemer" (coscénariste Debbie Gallagher avec Wayne Reynolds, réédition en recueil N&B des Warhammer Monthly #18, 20, 22,  (ISBN 1-84154-120-6), 2000, Black Library)
  - "The Redeemer" #1 à 4 (coscénariste Debbie Gallagher avec Wayne Reynolds, réédition en mini série colorisée par Len O'Grady des Warhammer Monthly #18, 20, 22, juin à septembre 2002, Black Library)
  - "The Redeemer" (coscénariste Debbie Gallagher avec Wayne Reynolds, réédition en recueil de la mini série précédente colorisée par Len O'Grady avec 8 pages bonus écrites par la seule Debbie Gallagher,  (ISBN 1-84154-274-1), 2002, Black Library)

- The Ayatollah's Son
  - "Stars" (anthologie "Ctrl.Alt.Shift Unmasks Corruption", avec Lee O'Connor, Ctrl.Alt.Shift[16], 2009,  (ISBN 978-0-1234-5678-6))

- The Lovecraft Anthology Volume II
  - "The Nameless City" (anthologie, avec Attila Futaki, mars 2012,  (ISBN 978-1906838430))

- IDP: 2043 (album collectif édité par Denise Mina, avec Hannah Berry pour le chapitre scénarisé par Mills, Freight Books, août 2014,  (ISBN 978-1-908754-63-9))

- Above The Dreamless Dead
  - "Dead Man's Dump" (anthologie, avec David Hitchcock, First Second, août 2014,  (ISBN 978-1-62672-065-7))

#### Traductions françaises
- The Flight of the Golden Hinde : ou Le Golden Hinde, issu à l'origine du magazine Battle Weekly, est paru aux éditions Mon journal dans les Bengali (Bande dessinée Format Poche) #77 à 79[8]. Scénaristiquement ill s'agit ici d'un travail collaboratif (voir section anglaise).
  - "La Bombe à Retardement" (Bengali (Bande dessinée Format Poche) #77, décembre 1979)
  - "Chasse Impitoyable" (Bengali (Bande dessinée Format Poche) #78, mars 1980)
  - "Enfin, au bout du voyage" (Bengali (Bande dessinée Format Poche) #79, juin 1980
- They can't stop Bullet : ou Le fonceur, issu à l'origine du magazine Battle Weekly, est paru aux éditions Mon journal dans les Bengali (Bande dessinée Format Poche) #81 à 83[8]. Scénaristiquement ill s'agit ici d'un travail collaboratif (voir section anglaise).
  - "Opération Gros Otto" (Bengali (Bande dessinée Format Poche) #81, novembre 1980)
  - "Champ de Mines" (Bengali (Bande dessinée Format Poche) #82, janvier 1981)
  - "Adieu Zundapp" (Bengali (Bande dessinée Format Poche) #83, mars 1981)
- Rat Pack : ou Cinq de Commando, issu à l'origine du magazine Battle Weekly, est paru aux éditions Mon journal dans les Atemi (Bande dessinée Format Poche) #61 à 83 et 97 à 105 (de juin 1979 à avril 1981)[8]. Scénaristiquement ill s'agit ici d'un travail collaboratif (voir section anglaise).
- Charley's War (avec Joe Colquhoun)
  - Charley s'en va-t-en guerre (traduction partielle aux éditions Mon journal de septembre 1982 à octobre 1986[8] ; le matériel (recadré et remanié) publié correspond aux 185 premiers strips de la série.
    - "Le tueur au masque d'acier" (Bengali (Bande dessinée Format Poche) #92, septembre 1982)
    - "L'enfer de la Somme" (Bengali #93, novembre 1982)
    - "La Section perdue" (Bengali #94, janvier 1983)
    - "Les cavaliers de la mort" (Bengali #95, mars 1983
    - "La mission de l'épouvante" (Bengali #96, mai 1983)
    - "La vache" (Bengali #97, juillet 1983)
    - "Ah ! Quel malheur d'avoir un beau-frère !" (Bengali #98, septembre 1983)
    - "La chevauchée des monstres" (Bengali #99, novembre 1983)
    - "Les nettoyeurs" (Bengali #100, janvier 1984)
    - "L'atroce stratagème" (Bengali #101, mars 1984)
    - "L'ordre de la gamelle" (Bengali #102, mai 1984)
    - "L'arme secrète de Smith 70" (Bengali #103, juillet 1984)
    - "La grande explosion" (Bengali #104, septembre 1984)
    - "La mort tombe du ciel" (Bengali #105, novembre 1984)
    - "Traîne-la-Patte l'implacable" (Bengali #106, janvier 1985)
    - "L'enfer de Verdun" (Bengali #107, mars 1985)
    - "L'enfer des enfers" (Bengali #108, mai 1985)
    - "Le front de la peur" (Bengali #109, juillet 1985)
    - "L'appel de la Légion" (Bengali #110, septembre 1985)
    - "La route de l'horreur" (Bengali #111, novembre 1985)
    - "Capt'ain tortionnaire" (Bengali #112, janvier 1986)
    - "Le pique-nique du boucher" (Pirates #113, mars 1986)
    - "La forêt de Thiepval" (Pirates #114, avril 1986)
    - "L'objecteur de conscience" (Pirates Commando #115, mai 1986)
    - "L'antre de l'enfer" (Pirates Commando #116, juin 1986)
    - "La boue des Flandres" (Pirates Commando #117, juillet 1986)
    - "La grande mutinerie" (Pirates Commando #118, août 1986)
    - "Chasse à l'homme" (Pirates Commando #119, septembre 1986)
    - "Camarades d'enfer" (Pirates Commando #120, octobre 1986)

  - La Grande Guerre de Charlie (coédition Delirium/Éditions çà et là pour le lancement de la série, puis Delirium, adaptation améliorée de la réédition Titan Books (en) commencée en novembre 2004)
    - "Volume 1" (octobre 2011, 29 strips,  (ISBN 978-2-916207-60-5))
    - "Volume 2" (avril 2012, 30 strips,  (ISBN 979-10-90916-00-5))
    - "Volume 3" (octobre 2012, 24 strips,  (ISBN 979-10-90916-02-9))
    - "Volume 4" (avril 2013, 26 strips,  (ISBN 979-10-90916-05-0))
    - "Volume 5 : Les Tranchées d'Ypres" (octobre 2013, 27 strips,  (ISBN 979-10-90916-08-1))
    - "Volume 6 : De Messines à Passchendaele" (Avril 2014, 29 strips,  (ISBN 979-10-90916-12-8))
    - "Volume 7 : La Grande Mutinerie" (Octobre 2014, 29 strips,  (ISBN 979-10-90916-14-2))
    - "Volume 8 : Le jeune Adolf" (Avril 2015, 29 strips,  (ISBN 979-10-90916-18-0))

- Doctor Who Classics Omnibus (coécrit par John Wagner, avec Dave Gibbons), traduction des trois premières histoires sérialisées rééditées et recolorisées par IDW Publishing dans la série "Doctor Who Classics": "The Iron Legion", "City of the Damned" et "The Star Beast". Ce comics traduit par French Eyes (Summer Média) a été financé initialement via la plateforme My Major Company, pour une parution en janvier 2016  (ISBN 978-2-36548-033-8).

- Flesh
  - "La Tragédie des Dinosaures" et "Flesh : Par delà les Siècles" (intégralité retouchée de "Flesh Book One" paru initialement dans 2000 AD #1 à 19, éditions Mon journal dans les Antarès Special #1 et 3, 1986 et 1987). Scénaristiquement ill s'agit ici d'un travail collaboratif (voir section anglaise).

- M.A.C.H.1 : ou Force X, est paru aux éditions Mon journal dans Force X puis dans Super Force de 1980 à 1981[8]. Scénaristiquement il s'agit ici d'un travail collaboratif (voir section anglaise).
  - "Force X" (Force X #1, juin 1980)
  - "Folle mission" (Super Force #1, septembre 1980)
  - "Ramenez Nansen" (Super Force #2, octobre 1980)
  - "Missions impossibles" (Super Force #3, novembre 1980)
  - "Les tueurs des Shiroikotos" (Super Force #4, décembre 1980)
  - "L'increvable sosie" (Super Force #5, janvier 1981)
  - "Les jours des funérailles" (Super Force #6, février 1981)
  - "Les petits monstres du professeur Horowitz" (Super Force #7, mars 1981)
  - "Force X contre Force zéro" (Super Force #8, avril 1981)
  - "L'épouvantable expérience" (Super Force #9, mai 1981)
  - "Celui qui venait de loin" (Super Force #10, juin 1981)

- Judge Dredd
  - "Les Chevaliers du Neon" (Janus Strak Special #2, éditions Mon journal, décembre 1986)
  - "La Terre Maudite" (Judge Dredd #3 à 7, Arédit, 1985)
  - "Vous êtes Judge Dredd in House of Death" (jeu de rôle, scénarisé par John Wagner et Alan Grant sous le pseudo TB Grover, avec Bryan Talbot, Chroniques d'Outre Monde #1, 1986)
  - Judge Dredd Intégrale 01 (Soleil Productions, août 2011,  (ISBN 978-2-30201-569-2)) recueil incluant :
    - "Les Chevaliers Neon" (avec Ian Gibson, 2000 AD #29, 1977)
    - "Le Retour de Rico" (avec Mike McMahon, 2000 AD #30, 1977)
    - "Le Premier Dredd" (avec Carlos Ezquerra, 1977)

  - Judge Dredd Intégrale 02 (Soleil Productions, août 2011,  (ISBN 978-2-30201-418-3)) recueil incluant :
    - "La Terre Maudite" (avec Mike McMahon et Brian Bolland, dans 2000 AD #61-70 et #81-85, 1978)

  - Judge Dredd Intégrale 03 (Soleil Productions, mars 2013,  (ISBN 978-2-302-02484-7)) recueil incluant :
    - "Le Sang de Satanus" (avec Ron Smith, dans 2000 AD #152-154, 1980)

  - Après la tentative des éditions Soleil Productions de traduire les Complete Case Files en 2001 (4 tomes parus), les éditions Delirium ont repris le flambeau en 2016, avec une nouvelle maquette (couverture dure, papier de meilleure qualité) et une nouvelle traduction effectuée par des connaisseurs de l'univers du personnage.
  - Les Affaires Classées 01 (Delirium, novembre 2016,  (ISBN 979-10-90916-28-9)) recueil incluant :
    - Une introduction de Pat Mills exclusive à l'édition française
    - "Les Chevaliers Neon" (avec Ian Gibson, 2000 AD #29, 1977)
    - "Le Retour de Rico" (avec Mike McMahon, 2000 AD #30, 1977)
    - "Le Premier Dredd" (avec Carlos Ezquerra, 1977)

  - Les Affaires Classées 02 (Delirium, octobre 2017,  (ISBN 979-10-90916-34-0)) recueil incluant :
    - "La Terre Maudite" (avec Mike McMahon et Brian Bolland, dans 2000 AD #61-70 et #81-85, 1978)

- Dice Man:
  - "Vous êtes Dice Man dans le Bronx, personne ne peut vous entendre crier!" (avec Graham Manley, Chroniques d'Outre Monde #3, 1986)

- Ronald Reagan:
  - "Vous êtes Ronald Reagan dans le Dernier Rayon du Crépuscule" (jeu de rôle, avec Hunt Emerson, Chroniques d'Outre Monde #6, 1987)

- Marshal Law (avec Kevin O'Neil):
  - "1. Chasseur de Héros" (arc "Marshal Law" #1-2, Zenda, 1989,  (ISBN 2-87687-020-7) (BNF 35042853))
  - "2. Bactérie" (arc "Marshal Law" #3-4, Zenda, 1990,  (ISBN 2-876-87030-4))
  - "3. Spirit of America" (arc "Marshal Law" #5-6, Zenda, 1990,  (ISBN 2-876-87042-8))

- Misty (Delirium, Février 2018,  (ISBN 979-10-90916-37-1)) recueil incluant pour les histoires scénariées par Pat Mills:
  - "Moonchild" (avec John Armstrong (en), dans Misty #1-13, 1978)
  - "Roots" (avec Maria Barrera Castell, dans Misty #1, 1978)

- Nemesis
  - "Vous êtes Torquemada Enfermé dans le Jardin des Délices" (jeu de rôle, avec Bryan Talbot, Chroniques d'Outre Monde #5, 1987)

- Sláine (on peut trouver le détail du contenu de certains albums sur ce forum)
  - "Vous êtes Sláine dans le Chaudron de Sang" (jeu de rôle, avec David Lloyd, Chroniques d'Outre Monde #1, 1986)
  - "Vous êtes Sláine dans le Cadavre du Dragon" (jeu de rôle, avec Nik Williams, Chroniques d'Outre Monde #4, 1987)
  - "1. Le Dieu Cornu" (arc "The Horned God", avec Simon Bisley, Zenda, 1989,  (ISBN 2-87687-025-8))
  - "2. Les Armes Sacrées" (arc "The Horned God", avec Simon Bisley, Zenda, 1990,  (ISBN 2-876-87037-1))
  - "3. Le Roi des Celtes" (arc "The Horned God", avec Simon Bisley, Zenda, 1990,  (ISBN 2-87687-058-4))
  - "4. La Déesse Blanche" (arc "The Horned God", avec Simon Bisley, Zenda, 1990,  (ISBN 2-87687-062-2))
  - "5. Tueur de Démon" (arc "Demon Killer", avec Glenn Fabry et Dermot Power, Zenda, 1994,  (ISBN 287 687 155 6))
  - "6. La Reine des Sorcières" (arc "Queen of Witches", avec Dermot Power, Zenda, 1995,  (ISBN 2-7234-1986-X))
  - "7. Le Nom de l'Epée" (arc "Name of the Sword", avec Greg Staples, Zenda, 1995,  (ISBN 2-7234-2148-1))
  - "8. Le Seigneur du Chaos" (arc "Lord of Misrule" avec Clint Langley, Soleil Productions, 1997,  (ISBN 2-87764-667-X))
  - "9.Le Trésor des Anglais" (arc "Treasures of Britain, Part I", avec Dermot Power, Soleil Productions, 1997,  (ISBN 2-87764-650-5))
  - "10. Le Trésor des Anglais (suite)" (arc "Treasures of Britain, Part II", avec Dermot Power, Soleil Productions, 1998,  (ISBN 2-87764-688-2))
  - "11. Le Roi de Cœur" (arc "King of Hearts", avec Nick Percival, Soleil Productions, 1998,  (ISBN 2-87764-740-4))
  - "Geste des Invasions Vol 1" (arc "Books of Invasions I", avec Clint Langley, Nickel Éditions, 2010,  (ISBN 2914420277)
  - "Geste des Invasions Vol 2" (arc "Books of Invasions II", avec Clint Langley, Nickel Éditions, 2010,  (ISBN 978-2-914420-33-4) (BNF 42335354)
  - "Le Dieu Cornu-Intégrale" (intégrale de l'arc "The Horned God", avec Simon Bisley, Nickel Éditions, 2010,  (ISBN 978-2-914420-30-3))
  - "Geste des Invasions Vol 3" (arc "Books of Invasions III", avec Clint Langley, Nickel Éditions, 2011,  (ISBN 978-2-914420-34-1) (BNF 42362397))
  - "Tueur de Démon-Intégrale" (arc "Demon Killer", "Queen of Witches" et "Slàine the High King" avec Glenn Fabry et Dermot Power, "The Jealousy of Niamh" avec Greg Staples et Nick Percival, "You are Slàine in the Cauldron of Blood" avec David Lloyd, Nickel Éditions, 2011,  (ISBN 978-2-914420-35-8))
  - "Sláine l'Aventurier" (contient "The Gong Bearer", "The Smuggler", "The Exorcist" et "The Mercenary" ainsi que quelques illustrations de John Hicklenton, avec Clint Langley, Nickel Éditions, novembre 2011,  (ISBN 978-2-914420-40-2))

- ABC Warriors (on peut trouver le détail du contenu de certains albums sur ce forum)
  - "1. Les Guerriers du Khaos" (arc "Khronicles of Khaos Book I", coscénariste Tony Skinner, avec Kev Walker, Zenda, 1993,  (ISBN 2 87687 140 8))
  - "2. La Septième Tête" (arc "Khronicles of Khaos Book II", coscénariste Tony Skinner, avec Kev Walker, Zenda, 1993,  (ISBN 287687 1416))
  - "3. Le Retour des Guerriers" (arc "Hellbringer Book I", coscénariste Tony Skinner, avec Kev Walker, Arboris,  (ISBN 90 344 1051 X))
  - "4. Raspatan" (arc "Hellbringer Book II", coscénariste Tony Skinner, avec Kev Walker, Arboris,  (ISBN 90 344 1065 X))
  - "5. Hammerstein" (compile "Dishonourable Discharge", une histoire associée à la série Judge Dredd "Hammerstein" et une histoire de Nemesis the Warlock: "Hammer of the Warlocks", Arboris,  (ISBN 90 344 1070 6))
  - "La Guerre Volgan, T.1" (arc "The Volgan War Vol 1", avec Clint Langley, Soleil Productions, juillet 2010,  (ISBN 978-2302011946))
  - "La Guerre Volgan, T.2" (arc "The Volgan War Vol 2", avec Clint Langley, Soleil Productions, septembre 2010,  (ISBN 978-2302014213))
  - "La Guerre Volgan, T.3" (arc "The Volgan War Vol 3", avec Clint Langley, Soleil Productions, juin 2011,  (ISBN 978-2302017511))

- Le Fardeau de l'Homme noir (traduction de "Black man's burden", Crisis #35, avec John Hickleton, Arboris collection BD'Elite #2, 1993,  (ISBN 90-344-1001-3))

- 2099 (mensuel Semic, incluant entre autres Ravage 2099 #8 à 17 -sauf #16- et Punisher 2099 dans le #16, 1994)

- Savage (traduction du recueil "Savage Taking Liberties", avec Charlie Adlard, Delcourt , 2015,  (ISBN 978-2-7560-6998-2))

- Star Wars : Jedi #5, "Au Bout de l'Infini" (avec Ramon F. Bachs, compilation des 4 numéros de la mini série "Infinity's End", Delcourt, 2007,  (ISBN 978-2-7560-0815-8)). Cette histoire a été compilée en 2014 dans le premier volume de Star Wars : Quinlan Vos (Delcourt,  (ISBN 978-2-7560-3970-1)).

#### Autres Traductions
- Torturer (avec John Hicklenton, octobre 2001, EEE (Extrem Erfolgreich Enterprises), Allemagne, initialement publiée en anglais sur le défunt site internet Cool Beans World,  (ISBN 3-932552-69-5)), album qui compile :
  - "Eine Burg in Canada" (prépublié dans le magazine Extrem Spezial #1, juin 2000)
  - "Ein Irrenhaus in London"

### Bandes dessinées françaises

#### Créations originales pour le marché français
- Shadowslayer (coscénariste Tony Skinner avec Eric Larnoy)
  - "La marque de Mélanikus" (1995, Zenda, seul tome car le dessinateur est mort en 1996)

- Sha (avec Olivier Ledroit):
  - "1. The Shadow One" (Soleil Productions, 1995,  (ISBN 2877645657), réédité avec une nouvelle couverture en juin 2011,  (ISBN 978-2302017887))
  - "2. Soul Wound" (Soleil Productions, 1996,  (ISBN 2877646483), réédité avec une nouvelle couverture en mars/mai 2012,  (ISBN 978-2302019928))
  - "3. Soul Vengeance" (Soleil Productions, 1997,  (ISBN 2877648192))

- Requiem, Chevalier Vampire (avec Olivier Ledroit):
  - "1. Résurrection" (Nickel Productions, novembre 2000,  (ISBN 2914420048))
  - "2. Danse Macabre" (Nickel Productions, septembre 2001,  (ISBN 2914420013))
  - "3. Dracula" (Nickel Productions, mai 2002,  (ISBN 2914420021))
  - "4. Le Bal des Vampires" (Nickel Productions, novembre 2003,  (ISBN 2914420056))
  - "5. Dragon Blitz" (Nickel Productions, novembre 2004,  (ISBN 2914420080))
  - "6. Hellfire Club" (Nickel Productions, novembre 2005,  (ISBN 2914420129))
  - "7. Le Couvent des sœurs de sang" (Nickel Productions, février 2007,  (ISBN 2914420196))
  - "8. La Reine des Âmes Mortes" (Nickel Productions, novembre 2008,  (ISBN 978-2-9144-2023-5))
  - "9. La Cité des Pirates" (Nickel Productions, février 2010,  (ISBN 978-2-914420-28-0))
  - "10. Bain de Sang" (Nickel Productions, mai 2011, publié en 3 éditions dont les couvertures forment un triptyque, tirage normal B  (ISBN 978-2-914420-365), tirage limité A  (ISBN 978-2-914420-372) et tirage limité C  (ISBN 978-2-914420-389), les 2 tirages limités à 2000 exemplaires contiennent 16 pages d'illustrations bonus réalisées par divers artistes)
  - "11. Amours Défuntes" (Nickel Productions, novembre 2012,  (ISBN 978-2-914420-46-4))
  - En janvier 2016, et après l'arrêt de Nickel Productions, les éditions Glénat ont démarré une réédition de la série tome par tome, et devraient aussi publier la conclusion de la série (mais pas avant 2019/2020).
  - "1. Resurrection" (Glénat, janvier 2016,  (ISBN 978-2-344-01355-7))
  - "2. Danse Macabre" (Glénat, mars 2016,  (ISBN 978-2-344-01400-4))
  - "3. Dracula" (Glénat, mai 2016,  (ISBN 978-2-344-01401-1))
  - "4. Le Bal Des Vampires" (Glénat, juin 2016,  (ISBN 978-2-344-01402-8))
  - "5. Dragon Blitz" (Glénat, mai 2017,  (ISBN 978-2-344-01403-5))
  - "6. Hellfire Club" (Glénat, mai 2017,  (ISBN 978-2-344-01404-2))
  - "7. Le Couvent des Soeurs de Sang" (Glénat, novembre 2018,  (ISBN 978-2-344-01408-0))

- Claudia, Chevalier Vampire (avec Franck Tacito):
  - "1. La Porte des Enfers" (Nickel Productions, décembre 2004,  (ISBN 2914420072))
  - "2. Femmes Violentes" (Nickel Productions, décembre 2006,  (ISBN 2914420188))
  - "3. Opium rouge" (Nickel Productions, novembre 2007,  (ISBN 978-2-914420-22-8))
  - "4. La Marque de la Bête" (Nickel Productions, février 2010,  (ISBN 978-2-914420-25-9))
  - En septembre 2017, et après l'arrêt de Nickel Productions, les éditions Glénat ont démarré une réédition de la série tome par tome:
  - "1. La Porte des Enfers" (Glénat, septembre 2017,  (ISBN 978-2-344-01414-1))
  - "2. Femmes Violentes" (Glénat, octobre 2017,  (ISBN 978-2-344-01415-8))
  - "3. Opium Rouge" (Glénat, novembre 2017,  (ISBN 978-2-344-01416-5))
  - "4. La Marque de La Bête" (Glénat, janvier 2018,  (ISBN 978-2-344-01417-2))

- Broz (avec Adrian Smith):
  - "1. L'arme sœur" (Nickel Productions, 2005,  (ISBN 2914420102))
  - "2. Recherché... Mort ou vif!" (Nickel Productions, 2005,  (ISBN 2914420137))

- Biankha (coscénariste Biljana Ruzicanin, avec Cinzia Di Felice):
  - "1. Princesse d'Égypte" (Éditions USA, 2006,  (ISBN 2914409524))

#### Versions anglaises
- Shadowslayer (avec Eric Larnoy, Heavy Metal, États-Unis, mai 1996)
- Sha (avec Olivier Ledroit)
  - "Collection of Sha" (juin 2008, Heavy Metal, États-Unis,  (ISBN 978-193241397-7))
- Requiem Vampire Knight (avec Olivier Ledroit)
  - Panini Comics, UK, chaque album compilant 2 tomes français :
    - "Vol 1 : Résurrection & Danse Macabre" (septembre 2009,  (ISBN 978-1-84653-437-9))
    - "Vol 2 : Dracula & The Vampire Ball" (septembre 2009,  (ISBN 978-1-84653-438-6))
    - "Vol 3 : Dragon Blitz & Hellfire Club" (septembre 2010,  (ISBN 978-1-84653-457-7))
    - "Vol 4 : The Convent of the Sisters of Blood & The Queen of Dead Souls" (septembre 2010,  (ISBN 978-1-84653-458-4))
    - "Vol 5 : The City of Pirates & Blood Bath" (novembre 2011,  (ISBN 978-1-84653-496-6))

  - Heavy Metal, États-Unis, chaque album compilant 2 tomes et demi français, le matériel s'est vu prépublié dans le magazine :
    - "Volume 1" (mai 2009,  (ISBN 978-1935351016))
    - "Volume 2" (janvier 2010,  (ISBN 978-1935351184))
- Claudia Vampire Knight (avec Franck Tacito)
  - "Claudia Vampire Knight" (automne 2006, Heavy Metal)
  - "Violent Women" (automne 2009, Heavy Metal)

## Romans/Essais
- Read Em and Weep (romans cocréé avec Kevin O'Neill, Millsverse)
  - "1: Serial Killer" (Janvier 2017)
  - "2: Goodnight, John-Boy" (Décembre 2017)
- Be Pure! Be Vigilant! Behave! 2000 AD & Judge Dredd: The Secret Story (essai, édition papier publiée en juillet 2017, Millsverse)

## Audio
- Doctor Who (Big Finish Productions)
  - "Dead London" (janvier 2008)
  - "Scapegoat" (mai 2009)
  - "The Song of Megaptera" (juin 2010)

## Livres pour enfants
Angela Mills (Angela Kincaid) et Pat Mills ont créé une série de livres pour enfant mettant en scène The Butterfly Children, (un genre d'elfes bienveillants avec des ailes de papillons, qui vivent au sein d'une forêt), et tous illustrés par Angela Mills.
- The Butterfly Children (Peter Haddock Publishing, 1990)
  - "The Butterfly Children and Their Animal Friends" (écrit par Angela Mills)
  - "The Missing Snowman" (écrit par Greta Landen)
  - "The Big Race" (écrit par Greta Landen)
  - "Whizzing Through the Woods" (écrit par Greta Landen)
  - "Summer Sleep" (écrit par Elisabeth Sackett)
  - "Shrieks and Showers" (écrit par Elisabeth Sackett)